# 莫高义
莫高义（1964年12月—），男，汉族，湖北石首人，中华人民共和国新闻工作者，中共中央宣传部副部长、国务院新闻办公室主任。研究生学历，历史学博士。

## 生平
莫高义1987年本科毕业于华中师范大学历史系，1990年毕业于中山大学历史系国际关系史专业。他在1989年4月加入中国共产党。1990年8月毕业后在广东省社会主义学院参加工作，曾任教研室教师、副科级秘书。
1993年11月，他调入中共广东省委外宣办。之后，他长期在广东省宣传部门任职。期间曾赴麻州大學波士頓分校学习，在职获得中山大学历史系专门史专业博士学位。他先后担任了中共广东省委宣传部副部长，南方报业传媒集团党委书记、管委会主任，南方日报社社长，南方报业传媒集团有限公司董事长、党委书记等职务。
2017年3月调任中共韶关市委书记。
2019年调任中央纪委国家监委宣传部部长职务。2020年3月任中央纪委国家监委驻人民日报社纪检监察组组长。2021年3月任中共北京市委常委、宣传部部长。
2024年4月11日，莫高义被任命为国务院新闻办公室主任，接替孙业礼。

## 言论
莫高义曾谈及网络时代的官员要求：“不上网的领导不是合格的领导，你习惯了听恭维的话，互联网能让你清醒。”“你管得住记者，管不住网民。”“政府不能不发布新闻，也不能乱发布新闻，还不能只发布新闻。”